# افغانستان در ۲۰۰۱
حوادث ذیل به ترتیب ماه‌ها در سال ۲۰۰۱ در افغانستان به‌وقوع پیوست.

## متولیان امور
- امیرالمومنین: محمد عمر (تا ۱۳ نوامبر)
- رئیس‌جمهور: برهان الدین ربانی (تا ۲۲ دسامبر)، حامد کرزی (حکومت‌اش از ۲۲ دسامبر آغاز به کار کرد)
- قاضی‌القضات: فضل هادی شینواری

## ژانویه
- ۱ ژانویه- اتحاد شمال ولسؤالی غلمین ولایت غور را به تصرف خود درآورد. طالبان چندین بار تلاش کردند تا دوباره این منطقه را به‌دست آورند اما نتوانستند. عقب‌نشینی طالبان از این ولسؤالی پنج کشته برجای گذاشت و طبق گزارش‌ها ۱۳ طالب نیز زخم برداشتند.
- مقامات امارت اسلامی افغانستان نرخ پُستی را بالاتر از حد توان بسیاری شهروندان افزایش داد. ملا عبدالباقی مخلص، رئیس پسته‌خانه مرکزی گفت که این افزایش با سقوط شدید پول افغانی و تصمیمات کنگره اتحادیه جهانی پُست در سال ۱۹۹۹ در بیجینگ ارتباط دارد.

## فوریه
- ۱۴ فوریه- دفتر مرکزی مأموریت ویژه سازمان ملل در افغانستان (UNSMA) از سوی مقامات طالبان در تلافی به بسته شدن دفتر طالبان در نیویورک، بسته شد.
- اواسط فوریه- عفو بین‌الملل گروه‌های حقوق بشری مستقر در بریتانیا اعدام صحرایی/خودسرانه شش مرد توسط شورشیان اتحاد شمال را محکوم کرد.

## مارس
- ۲ مارس – طالبان مجسمه بودا در بامیان را تخریب کردند که با واکنش و محکومیت جهانی مواجه شدند.
- باوجود این‌که کوفی عنان، دبیرکال سازمان ملل متحد در اوایل ماه مارس اطمینان داد که وضعیت ناگوار صدها هزار پناهندگان داخلی از سوی جامعه جهانی فراموش نشده‌است، اما سازمان ملل در اواخر ماه جاری از ارائه کمک‌های خود به پناهندگانی که در مرز با کشور همسایه تاجکستان گیر مانده بودند، خودداری کرد. تعلیق کمک‌های سازمان ملل به‌خاطر ترس از گرفتن کمک‌ها توسط گروهای مسلح صورت گرفت. یک روز قبل از آن، کوفی عنان از طرفین خواسته بود تا خشونت‌ها را کاهش دهند.

## آوریل
- اوایل آوریل- جنرال عبدالرشید دوستم که از کمونیستان سابق بود، از تبعید در ترکیه برگشت تا مقاوت علیه رژیم طالبان را تقویت نماید. پس از این‌که در سال ۱۹۹۸ پایگاه مستحکم‌اش در شمال این کشور توسط طالبان مورد حمله قرار گرفت، مجبور شد کشور را ترک کند. سپس با احمد شاه مسعود، دشمن سرسخت و سابق خود ملاقات کرد تا دربارهٔ برنامه‌های ایجاد جبهه جدید در شمال بحث نماید. طبق گزارش‌ها، انگیزه در میان نیروهای مخالف شدت گرفت. نشست او با احمد شاه مسعود در دره پنجشیر در شمال بدخشان، یگانه بخشی از افغانستان که تحت کامل نیروهای مخالف قرار داشت، صورت گرفت.
- ۱۶ آوریل – محمد ربانی، رئیس شورای مؤقت طالبان در گذشت. او در یکی از بیمارستان‌های کشور همسایه، پاکستان از سرطان جگر رنج می‌برد. جسد محمد ربانی از طریق هواپیمای سازمان ملل به قندهار بازگردانیده شد و علی‌رغم تحریم‌های هوایی بر آن‌ها، اجازه فعالیت در زمینه‌های بشردوستانه را داشت.

## می
- اوایل می – ائتلاف ضد طالبان ادعا کردند که کنترل شهر کلیدی در شرق ولایت کنر و شمال غربی کابل را تصرف کردند. رژیم طالبان اما با رد این ادعا گفتند که نیروهای وابسته به آن‌ها اشغال مرکز شهر یکاولنگ در نزدیکی بامیان را دفع کردند.
- ۱۷ آوریل – ایالات متحده آمریکا اعلام کرد که بسته‌های کمکی ۴۳ میلیون دلاری را با دور زدن رژیم طالبان مستقیماً به پروژه‌ها و تأسیسات در افغانستان توسعه خواهد داد.
- ۲۰ آوریل – رژیم طالبان دفاتر سازمان ملل متحد در ولایات هرات، جلال‌آباد، کندهار و مزار شریف را در اعتراض به تحریم‌های سازمان ملل بستند.

## ژوئن
- ۱ ژوئن – نیروهای طالبان حمله تازه‌ای را بر مواضع نیروهای مخالف خود در مرکز و شمال شرقی ولایت تخار، در اطراف شهر تالقان آغاز کردند.
- ۶ ژوئن – یک بمب‌افگن سوخو سو- ۲۴ اوزبیکستانی در جریان حمله بر مواضع زرهی طالبان در نزدیکی حیرتان سرنگون شد که در نتیجه سرنشنیان آن کشته شدند.[۱][۲]
- اوایل ژوئن – ملا محمد عمر رهبر طالبان هشدار داد که حکومت او هرگونه نظارت سازمان ملل بر مرزهای کشور را اقدام خصمانه تلقی خواهد کرد.
- اواسط ژوئن – ائتلاف ضد طالبان، رژیم طالبان را به تخریب سیستماتیک مرکز شهر یکاولنگ متهم کرد که مکرراً میان طرفین جنگ دست به دست می‌شد. آن‌ها گفتند که بیش از ۶۰ هزار ساکن از این شهر فرار نمودند.

## ژوئیه
- ۲ ژوئیه- ملا عبدالجلیل، معاون وزیر امورخارجه طالبان خطاب به ویلیام میلام، سفیر ایالات متحده آمریکا در پاکستان گفت که اسامه بن لادن «محکوم نشده‌است و طالبان هنوز او را بی‌گناه می‌دانند».
- ۳ ژوئیه – رژیم طالبان به تجدید تحریم‌های ایالات متحده آمریکا به عصبانیت واکنش نشان داد. مقامات ایالات متحده آمریکا در زمینه حمایت آشکار رژیم طالبان از اسامه بن لادن «تروریست» سخن گفته بود.
- اواسط ژوئیه – طالبان به منظور جلوگیری از انتشار مطالب ضداسلامی، اینترنت را غیرقانون اعلام کردند. آن‌ها همچنین اظهار داشتند که اسناد تحصیلی دانشگاه‌های خارج، مشخصاً از دانشگاه افغانستان در پشاور پاکستان را به رسمیت نمی‌شناسند.

## اوت
- ۳ اوت – داینا کوری و هیتر مرسر از خانه یکی از افغان‌ها دستگیر و به آموزش آئین مسیحیت متهم شد.
- ۵ اوت – سربازان امارت اسلامی افغانستان شش مددرسان خارجی مؤسسه "Shelter Now International" را به اتهام دست داشتن در نشر و پخش عقاید مسیحیت دستگیر کردند. دفاتر این مؤسسه نیز تحت توقیف قرار گرفت.

## سپتامبر
- ۱ سپتامبر – تقریباً دو مددرسان خارجی از سوی امارت اسلامی افغانستان به اتهام ترویج و تبلیغ مسیحیت از افغانستان اخراج شدند. این مددرسان‌ها کارمند مؤسسه "SERVE" و مأموریت کمک بین‌المللی بودند.
- والدین داینا کوری و هتر مرسر؛ دو شهروند آمریکایی همراه با دیوید دوناهو، دیپلمات آمریکایی مدت ۳۰ دقیقه با دختران خود دیدار کردند. کوری، مرسر و شش مددرسان خارجی دیگر (دو آلمانی و چهار استرالیایی) کارمندان مؤسسه "Shelter Now International" به اتهام ترویج و تبلیغ آئین مسیحیت دستگیر شدند که متعاقباً هشت نفر از مددرسانان خارجی از مرکز اصلاح و تربیت کودکان به مکان نامعلومی منتقل شدند.

## اکتبر
- ۶ اکتبر – رئیس‌جمهور جورج دبلیو بوش دربارهٔ حمله پیش‌رو به رهبران کنگره سخن زد.
- ۷ اکتبر – اسامه بن لادن بیانیه ثبت شده در ویدیو را پس از آغاز حملات، منتشر کرد.
- ۹:۳۰ صبح طبق منطقه زمانی شرقی (تقریبا): رهبر ائتلاف شمال گفت که باور دارد حملات به رهبری ایالات متحده آمریکا «بسیار زود» آغاز خواهد شد.
- ۱۱:۳۰ صبح طبق منطقه زمانی شرقی (تقریبا): اسرائیل دربارهٔ حمله پیش‌رو آگاهی حاصل کرد.

## نوامبر
- ۸ نوامبر – پاکستان تنها کشوری که هنوز روابط دیپلماتیک با طالبان داشت، از فرمان‌روایان افغانستان خواست تا قونسلگیری خود در شهر کراچی را ببندند.

سه کشتی جنگی ژاپنی در همراهی با چند صد ملوان بندر را به مقصد اقیانوس هند ترک کردند. هدف آن‌ها این بود که برای نیروهای تحت رهبری ایالات متحده پشتیبانی نظامی غیر جنگی ارائه شود. این اولین مأموریت ژاپن در نوع خود پس از جنگ جهانی دوم بود.
همین‌گونه، ویم کوک نخست‌وزیر هلند اعلام کرد که ۱۰۰۰ سرباز از کشورش در جنگ علیه تروریسم خواهند پیوست.

## دسامبر
- ۳ دسامبر – گزارش‌های خبری نشان می‌داد که نیروهای ویژه استرالیا، بریتانیا، فرانسه، آلمان و روسیه علاوه بر نیروهای ویژه و نیروهای دریایی ایالات متحده آمریکا، در افغانستان حضور نظامی دارند.
- ۱۷ دسامبر – امارت اسلامی افغانستان توسط ایالات متحده آمریکا و ائتلاف شمال در جریان جنگ توره بوره سرنگون شد.